# Chanson réaliste

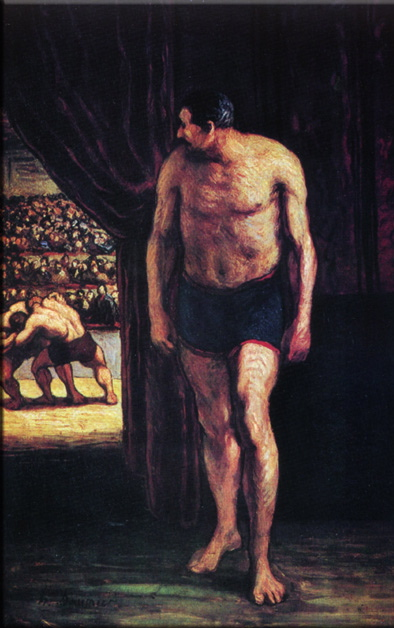
Luptători de circ de Honoré Daumier, cunoscut reprezentant al realismului francez în desen, grafică și pictură.

 Chanson réaliste  ori cântec realist, cunoscut cel mai adesea în limba română doar sub denumirea chanson, se referă la un stil muzical de interpretare practicat mai ales în Franța, ancorat inițial în mișcarea artistică și literară cunoscută ca realism, în perioada sa populară, dar având influențe și "urme" rafinate de Art Nouveau și Art Deco, în perioada sa de cucerire a celor educați și a celor avuți.  Chanson réaliste a fost practicat cu precădere în perioada cuprinsă între anii 1880 și anii postbelici ai celui de-al doilea război mondial. 
Influențat deopotrivă de realismul literar precum și de naturalismul din teatru, dar și de cel literar, chanson réaliste a reflectat în perioada sa inițială, care a fost accesibilă doar celor săraci, fiind muzica clasei muncitoare pariziene, perspectiva asupra lumii a celor neprivilegiați, prezentată într-o formă tranșant de realistă, uneori chiar seacă și cinică, dar nu lipsită de calde sentimente umane. 
Ulterior, datorată în special talentului extraordinar al celebrei șansonetiste Édith Piaf, Chanson réaliste pătrunde în alte sfere de audiență ale publicului parizian și apoi cel francez, așa cum ar fi intelectualii interbelici, și apoi cei post-belici, clasa avută interbelică, respectiv întreaga audiență franceză a anilor târzii 1940 și a anilor 1950. În această perioadă medie și respectiv târzie, la mariajul inițial realism-naturalism se adaugă elemente de sofisticare rafinată, care însă nu alterează elementele distincte ale stilului.
Genul a fost practicat mai ales de femei, incluzând Édith Piaf și Fréhel , dar există și contra-exemple celebre, așa cum ar fi multi talentatul Yves Montand.  În România, un exemplu singular, dar puternic și târziu îl constituie un alt talent multiplu, Sergiu Cioiu.

## Interpreți practicanți ai stilului

### "Clasici"
- Aristide Bruant
- Eugénie Buffet
- Damia
- Fréhel
- Yvonne George
- Marianne Oswald
- Édith Piaf
- Berthe Sylva

### "Moderni"
- Bénabar
- Sergiu Cioiu
- Corbier
- Marie Dubas
- Lys Gauty
- Juliette
- Le Balluche de la Saugrenue
- Christina Goh
- Mano Solo
- Yves Montand
- Renaud

## Articole conexe
- Belle Époque
- Naturalism
- Naturalism în arte vizuale
- Naturalism în literatură
- Naturalism în teatru
- Realism
- Realism în arte vizuale
- Realism în literatură
- Realism în teatru